# Kuhlia marginata
Kuhlia marginata é uma espécie de peixe da família Kuhliidae.
Pode ser encontrada nos seguintes países: Austrália e Indonésia.